# Diatrypa benoisti
Diatrypa benoisti är en insektsart som beskrevs av Lucien Chopard 1912. Diatrypa benoisti ingår i släktet Diatrypa och familjen syrsor. Inga underarter finns listade i Catalogue of Life.